# Chestnut Hill (boekenserie)
Chestnut Hill is een jeugdboekenserie die geschreven werd door de Britse schrijfster Lauren Brooke.
Zowel deze serie als de andere serie van deze schrijfster, Paardenranch Heartland speelt zich af in Virginia. De auteur creëerde ook een verband tussen beide series. In tegenstelling tot de eerste reeks werd de tweede reeks nog niet vertaald in het Nederlands.

## Boeken
1. The New Class (2005)
2. Making Strides (2005)
3. Heart of Gold (2006)
4. Playing for Keeps (2006)
5. The Scheme Team (Team Spirit in Groot-Brittannië) (2006)
6. All Or Nothing (2006)
7. Chasing Dreams (2008)
8. A Time to Remember (2008)
9. Helping Hands (2009)
10. Racing Hearts (2009)
11. A Chance to Shine (2009)
12. Far and Away (2010)